# Heteromeringia stenygralis
Heteromeringia stenygralis är en tvåvingeart som beskrevs av Mitsuhiro Sasakawa 1966. Heteromeringia stenygralis ingår i släktet Heteromeringia och familjen träflugor. Inga underarter finns listade i Catalogue of Life.